# Simulium kurense
Simulium kurense es una especie de insecto del género Simulium, familia Simuliidae, orden Diptera.
Fue descrita científicamente por Rubtsov & Dzhafarov, 1951.